# Lumberton (Carolina del Nord)
Lumberton è una città degli Stati Uniti d'America, situata nella Contea di Robeson nello Stato della Carolina del Nord.